# الدون الهادئ
الدون الهادئ هي رواية للكاتب ميخائيل شولوخوف من الأدباء الروس والحاصل على جائزة نوبل في الأدب وتصنف الرواية، بحكم طبيعة مضمونها وما لقيه مؤلفها من ملاحقات وأخطار، الرواية التي تحدت فغردت خارج سرب أدب الواقعية الاشتراكية، في زمن كان ذلك ضربا من الجنون في روسيا أيام الاتحاد السوفيتي. صدر الجزء الأول من الرواية عام 1928

## تحليل العنوان
في رواية «الدون الهادئ» للكاتب الروسي ميخائيل شولوخوف، لا يأتي العنوان مجرد تسمية جغرافية، بل هو شيفرة رمزية مركبة تختزن طبقات من المعنى التاريخي، والوجودي، والأنثروبولوجي. يحمل العنوان – Тихий Дон (الدون الهادئ) – في ظاهره إشارة مباشرة إلى نهر الدون، الذي يشق الأراضي الروسية بهدوئه الظاهري، ويشكّل ركيزة جغرافية مركزية لحياة القوزاق والريف الروسي، وهي البيئة التي تدور فيها الرواية. لكن هذا "الهدوء" سرعان ما يظهر بوصفه قناعًا لغليان داخلي، فالنهر يشهد الانفجارات العنيفة في حياة السكان، ويغسل يوميًا آثار الحرب، والموت، والخيانة، والانكسار.
يتعدى العنوان معناه الحرفي ليصبح كناية عن طبيعة الإنسان الروسي نفسه، وخصوصًا الفلاح القوزاقي. فمثلما يبدو نهر الدون هادئًا ومستقرًا، يبدو الريفي الروسي ظاهريًا ساكنًا وخاضعًا، لكنه في داخله يختزن تاريخًا من الكفاح والمقاومة، وغضبًا صامتًا ضد الاضطهاد السياسي والاجتماعي. من هنا، يتحول "الهدوء" في العنوان إلى حالة سردية تخادع القارئ، فبين كل صفحة من الرواية نجد العنف الكامن وراء الصمت، والتمرد المتخفي في الطاعة.
ويُقابل العنوان أيضًا بحالة المجتمع القوزاقي ككل، ذلك المجتمع الذي يعيش عند تخوم الإمبراطوريات والتحولات، ويجد نفسه دائمًا في قلب الصراعات الكبرى: بين الملكية والثورة، بين البلشفية والتقاليد، بين المركز والهامش. إن "الدون الهادئ" لا يُشير فقط إلى المكان، بل إلى حالة شعورية، اجتماعية، سياسية، وأخلاقية معقدة، حيث السكون ليس إلا نذير عاصفة.
إضافة إلى ذلك، فاختيار العنوان بهذا الشكل الشعري الهادئ يوحي بأن الرواية ليست فقط ملحمة حرب، بل تأمل طويل في الزمن، والانتماء، والهوية الروسية. ولعل الأهم أن العنوان يقيم تعارضًا دقيقًا بين الهدوء الطبيعي والدمار البشري، بين الطبيعة التي تستمر في مجراها، والإنسان الذي يدمر ذاته باسم الأيديولوجيات.

## الجوائز والانجازات
حصل ميخائيل شولوخوف على جائزة نوبل في الأدب سنة 1965، تكريمًا لعبقريته السردية وقدرته على تصوير التحولات الاجتماعية والإنسانية العميقة التي عاشتها روسيا. وقد شكلت روايته الشهيرة «الدون الهادئ» حجر الزاوية في هذا التتويج، إذ رأت فيها اللجنة السويدية عملًا ملحميًا استثنائيًا يعكس بعمق روح الأمة الروسية وإنسانها المتقلب بين العنف والأمل. تميزت الرواية بانفلاتها من أدب الدعاية الرسمية، وتقديمها تصورًا نقديًا وإنسانيًا للثورة والحرب، بعيدًا عن التمجيد الآيديولوجي، مما جعلها واحدة من أبرز الأعمال الخارجة عن أدب الدكتاتورية في الاتحاد السوفيتي. منذ صدور جزئها الأول عام 1928، احتلت الرواية مكانة راسخة في الأدب العالمي، وأُدرجت ضمن برامج التعليم الأكاديمي كعمل يمثل سردية وطن عايش التمزق، والانبعاث، والتحول الجذري.

## موضوع الرواية
وتتكلم الرواية المكونة من أربعة مجلدات، عن التطورات العاصفة التي حصلت في روسيا ابان الحرب العالمية الأولى وسقوط القيصيرية في روسيا وقيام الثورة البلشفية. وتمر بنا دروب القصة من مكان لمكان وكيف كان يعيش المواطنون بجوار نهر الدون الهادئ القريب من نهر الفولجا الذي يقسم الأراضي الروسية إلى شطرين ومن ثم نرى احوال القائد في تغير شبه مستمر ومتجدد وبسبب قربة أحيانا من حبيبتة التي كانت متزوجة من أحد أفراد سريتة التي كان يشرف عليها ويقودها. وتستمر الرواية في سرد معاناه الشعب السوفيتي من الحصار للقرى وقتل الشيوخ والأطفال على يد الجيش الغازي واستمرار صمود الجيش الأحمر السوفيتي.

## الشخصيات
تزخر رواية الدون الهادئ بشخصيات نابضة بالحياة، تنبض بتوترات التاريخ وحميمية الفرد، ويقف في قلبها غريغوري ميليخوف، البطل الكازاكي الذي يشكّل مرآةً مأساوية لصراع الإنسان مع الانتماء، والهوية، والقدر. فهو رجل ممزّق بين حبه العاطفي الجارف لآنيسيا، وبين تقلبات الحرب الأهلية الروسية التي تدفعه قسرًا من موقع إلى آخر، ومن ولاء إلى نقيضه. هذا التمزق الداخلي يُجسّد بعمق أزمة الفرد الكازاكي الذي يُقذف في طاحونة التاريخ دون أن يمتلك خيار النجاة أو الهروب. أما آنيسيا، فتظهر في المقابل كبطلة ريفية متجذرة، تحمل في شخصيتها صلابة المرأة الروسية الممزوجة بالوفاء والجرح الداخلي، وهي تمثّل الصوت الإنساني العميق في ظل ضجيج السلاح والانهيارات القيمية.
ولا تقتصر البطولة في الرواية على الأفراد فقط، بل إنّ الحرب والثورة نفسهما تتحولان إلى شخصيتين رمزيّتين، تُمثلان الفوضى الجارفة التي تُعيد تشكيل مصير الإنسان، وتُفرّغ الحب والقرابة والوطن من معانيها المستقرة، لتزرع بدلًا عنها الشك، والنفي، والدم. تُكمل عائلة ميليخوف وجيرانهم الريفيون، وضباط الثوار والبيض، هذا المشهد الغني بالأطياف الطبقية والسياسية، حيث لا يظهر أحد في صورة نمطية، بل يتلون الجميع بتعقيد إنساني يمكّن شولوخوف من رسم بانوراما مجتمعية متشابكة، تعكس التشظي الذي عرفه الوعي الروسي خلال أحد أكثر العصور اضطرابًا في تاريخه.

## الأماكن
تتوزع أحداث الدون الهادئ في فضاء جغرافي معبأ بالمعاني التاريخية والوجدانية، حيث تُصبح روسيا بكل تقاطعاتها الثورية مسرحًا لصراع الإنسان والمكان. يحتل نهر الدون ومناطق الكورازيين الصدارة، إذ يُشكّلان أكثر من مجرد خلفية طبيعية، بل يُمثلان الجوهر الحي للرواية، وموطن البطل غريغوري ميليخوف. هناك، في ذلك الريف الخصيب، تتجلى سكينة الحياة الزراعية ودفء العائلة، لكنها سكينة مضطربة، مشروطة ومهددة، لأن الثورة لم تترك مكانًا معزولًا. في هذه المناطق، تتصادم السيوف القديمة مع البندقيات الحديثة، والتقاليد الكازاكية مع زحف الأيديولوجيات الثورية.
وعلى النقيض من هذا الريف الغارق في أصوله، تقف المدن والمراكز الثورية، حيث تنشط الكتائب الحمراء والبيضاء، وتمور الحياة بالفوضى والعنف والانقسام الطبقي. هناك تتحول الثورة إلى مشهد دموي يفرض على الأفراد اختيارات قسرية، فينقلب الفضاء من حاضن اجتماعي إلى مكان تغريب وتمزق داخلي. في هذه المواقع الحضرية والمواقع العسكرية، تغيب الأرض ويغيب الجذر، ويظهر الإنسان مجرد ترس في ماكينة التاريخ.
أما الريف الروسي المُعاد تشكيله عبر الحرب، فيقع في منطقة رمادية بين البقاء والتحول، إذ يُمثّل في آنٍ معًا رمزًا للاستقرار العائلي وتهديدًا وجوديًا دائمًا، بفعل موجات الحرب والجوع والموت. يصبح الحقل، الدار، والنهر رموزًا لهوية وطنية مهددة، ومرآة لتاريخ يتغير عنوة، فتذوب الحدود بين المكان كمسكن والمكان كقدر، بين الأرض كحاضنة والأرض كفخ. هكذا، تُحيلنا جغرافيا الرواية إلى تاريخ جماعي مشظّى، فيه المكان ليس فقط إطارًا للأحداث، بل فاعلًا فيها، يحرك الشخصيات، ويعيد تشكيل مصائرها.

## في السينما
لاقت الرواية رواجا في السينما مثل:
- 2015 وافقت وزارة الثقافة الروسية، في السنوات الأخيرة، على خطة لتمويل مسلسل تلفزيوني من 12 حلقة للمخرج سيرغي أورسولياك، عن رواية» الدون الهادئ«ليُعرض هذا العام 2015 بمناسبة الاحتفال بالذكرى الـ110 لميلاد الكاتب. وكانت الرواية قد تحوَّلت إلى فيلم سينمائي عام 1958، بطولة: الممثِّلة ألينا بيستريتسكايا والممثِّل بيوتر غليبوف. ثم أخرج الراحل سيرغي بوندارتشوك، الحائز على جائزة الأوسكار، الرواية للسينما. لكن الموت أدركه قبل الانتهاء. فتابع إنجاز العمل ولده، الممثل والمخرج فيودور بوندارتشوك، وعرض الفيلم عام 2006.
- 1930 اقتبست الرواية، واستلهمت في أعمال سينمائية عديدة، لتجسد على الشاشة، ثلاث مرات.
- 1930: وهو فيلم لايفان برافوف وأولغا بريو برازين سكايا.
- 1958 فيلم مستوحى من الدون الهادئ للمخرج سيرغي غيراسيموف تحت العنوان نفسه. شاركت في تمثيله نجمة السينما السوفييتية ألينا بيستريتسكايا، حيث لعبت دور بطلة الفيلم آنيسيا. وأدى دور البطل (غريغوري ميليخوف): الممثل بيوتر.
- 1992 في السينما كان هذا الفيلم نسخة جديدة لسيرغي بوندارتشوك. مأخوذة من الفيلم السابق. وهو من بطولة روبرت ايفرت. وانجز في العام 2006.[7]

## النقد
رغم تصنيف رواية الدون الهادئ ضمن تيار الواقعية الاشتراكية الذي طبع الأدب السوفييتي في النصف الأول من القرن العشرين، فإن العمل يتجاوز في عمقه هذا التصنيف الضيق، ليقدّم ملحمة إنسانية لا تخضع بالكامل للأنماط الإيديولوجية المفروضة. فالرواية، وإن حملت ملامح الخطاب الرسمي من خلال تصوير الثورة والحرب، إلا أنها تنحرف بخفة فنية لتُبرز صوت الجماعات الهامشية، والتجارب الفردية المكبوتة تحت ثقل السلطة. شولوخوف لا يكتفي بسرد مسار تاريخي "مقرر"، بل يحاكي تاريخًا شخصيًا وجماعيًا معقدًا، ينبع من قلب الريف الروسي، ويُستعاد من خلال سرد داخلي ينبض بالتوتر، بعيدًا عن الشعارات الحزبية والحشو الخطابي المألوف في أدبيات تلك المرحلة.
وتكمن خصوصية الرواية في قدرتها على تحقيق توازن دقيق بين البناء الملحمي والانغماس العاطفي، حيث تنحاز اللغة في كثير من مقاطعها إلى شاعرية رقيقة تُلامس القارئ وتمنحه دورًا وجدانيًا يتجاوز مجرد التلقي. هذه الشاعرية، وهذا الانزياح الهادئ عن الصرامة الواقعية، تفتح سؤالًا مقلقًا حول حرية الكتابة في ظل الرقابة، والحروب الأهلية، وصراع الخطابات. هل كتب شولوخوف ما يريد؟ أم ما سُمح له بكتابته؟ أم أنه كتب الاثنين معًا، في مزيج متقن من التمويه الفني والحقيقة الرمزية؟
هكذا، تُقرأ الدون الهادئ اليوم لا فقط كوثيقة أدبية من زمن الثورة، بل كمساحة إبداعية قاومت الانغلاق الإيديولوجي من الداخل، وأعادت تعريف الإنسان الروسي ككائن متألم، ممزق، لكنه مقاوم، حتى وإن صمت.

## روابط خارجية
- الدون الهادئ على موقع الموسوعة البريطانية (الإنجليزية)